# Dag Olav Hessen

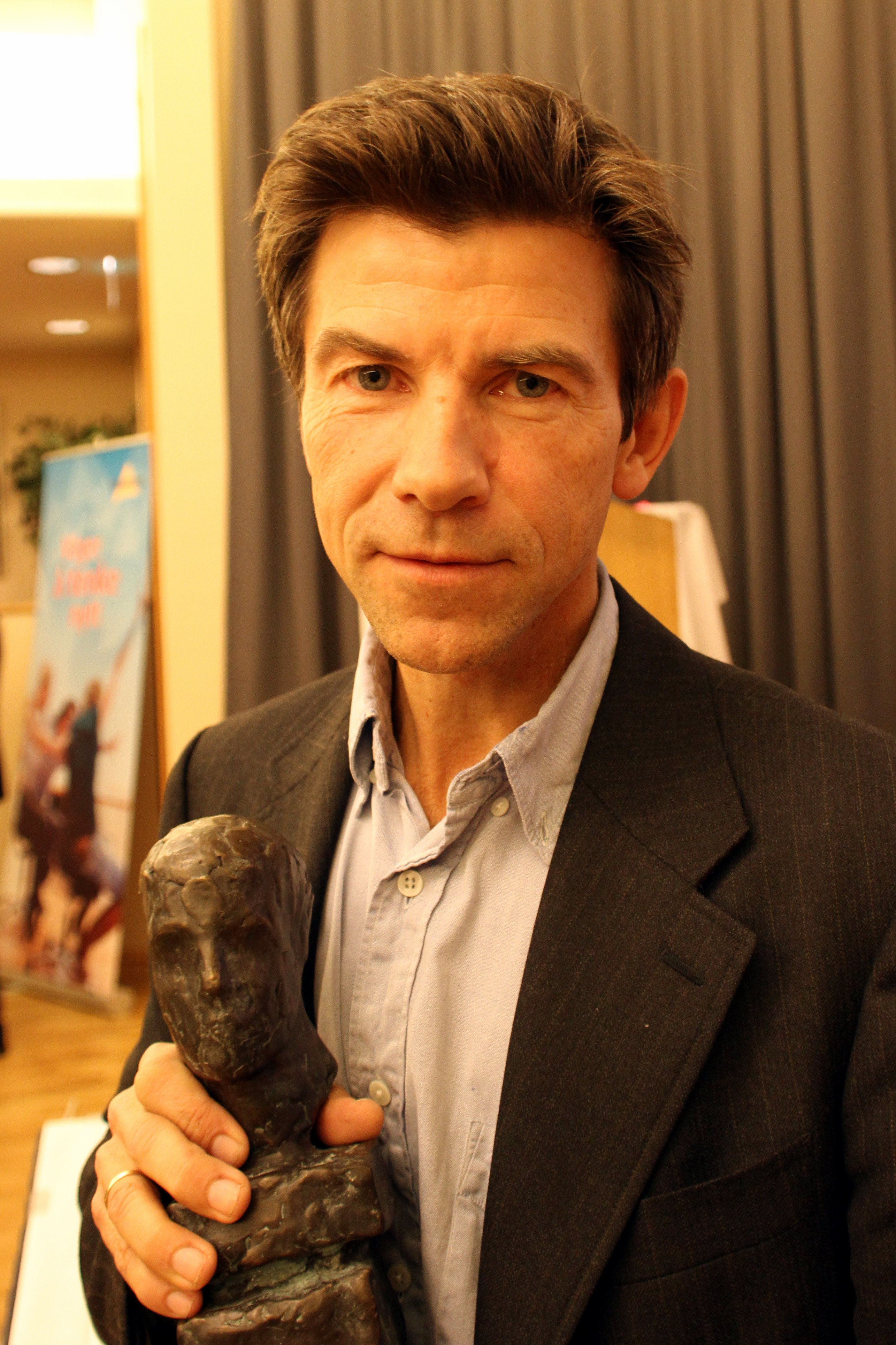
Dag Olav Hessen (2010)

Dag Olav Hessen (* 6. Juli 1956) ist ein norwegischer Biologe und Hochschullehrer.

## Leben
Dag Olav Hessen beendete 1982 sein Biologiestudium und wandte sich kurz einem Jurastudium zu, bevor er 1988 erfolgreich zum Doktor der Biologie promovierte. 1993 wurde er als Professor für Biologie an die Universität Oslo berufen. Seit 1998 ist er Mitglied der Norwegischen Akademie der Wissenschaften.
Thematisch befasst sich Hessen mit Ökologie, Evolution, Ernährungssystemen und verbindet dies mit anderen Disziplinen der Ethik und Philosophie. Er veröffentlichte mehrere populärwissenschaftliche Bücher und wurde er unter anderem dafür mit dem Fritt-Ord-Preis, Riksmålsforbundets litteraturpris, Akademikerprisen, Humanistprisen und Brageprisen ausgezeichnet.

## Schriften (Auswahl)
- Det tapte paradis (1997)
- Darwins verden (1998)
- Egoisme – skrevet sammen med Thomas Hylland Eriksen (1999)
- Et liv på mange vis: En antologi om Peter Wessel Zapffe (1999)
- Carl von Linné (2000)
- Mennesket i et nytt lys. Darwinisme og utviklingslære i Norge (2002)
- Gener, Gud og Gaia: Om tilfeldigheter og skjebne (2003)
- Hva er biologi (2005)
- Genenes gåte (2007)
- Natur – Hva skal vi med den? (2008)
- Darwin – verden ble aldri den samme (2009)
- Livet – en kort reise gjennom 4 milliarder år (2009)
- På stedet løp – konkurransens paradokser (2012)
- Hvor kommer jeg fra? (2012)
- Kristine Bonnevie – et forskerliv (2012)
- Klimaendringer i Norge. Forskernes forklaringer (2013)
- Isfritt. Populærvitenskap som angår deg (2014)
- Livet fra A til Å (2015)
- Landskap i endring (2016)
- Vi – samarbeid fra celle til samfunn (2017)
- Sannhet til salgs – Et forsvar for den frie forskningen (2018)
- C - Die vielen Leben des Kohlenstoffs. Zürich: Kommode, 2019
- Verden på Vippepunktet – Hvor ille kan det bli? (2020)